# Sino-Duitse samenwerking
De Sino-Duitse samenwerking (Chinees: 中德合作, Hanyu pinyin: Zhōng-Dé hézuò, Duits: Chinesisch-Deutsche Kooperation) was een periode tussen 1911 en 1941, waarin Duitsland en China intensief op industrieel en militair gebied met elkaar samenwerkten. Duitsland had behoefte aan de Chinese grondstoffen, terwijl de jonge Chinese republiek behoefte had aan industriële en militaire hervormingen om de krijgsheren en Japan te weerstaan. De samenwerking begon pas na 1923 intensief te worden, en verflauwde door de toenadering tussen Duitsland en Japan. Toch leidde de samenwerking er mede toe dat China Japan kon weerstaan.

## Vroege contacten
Aanvankelijk verliep handel tussen China en Duitsland via Rusland, dat deze handel zwaar belastte. Pruisen besloot hierop een eigen handelscompagnie op te richten voor de Chinese handel, en rond 1750 arriveerden de eerste Pruisische schepen in China. Na de Chinese nederlaag in de Tweede Opiumoorlog werd de handel volledig opengesteld voor alle buitenlandse mogendheden, inclusief Pruisen. 
Na de Duitse eenwording zocht Duitsland intensiever contact met China om de Britse dominantie te breken. Toch speelden de Duitsers naast de Britten de tweede viool, wat hen voor de Chinezen juist interessant als handelspartner maakte. Tot dan toe hadden de Duitsers immers niet getracht Chinees gebied te bezetten of China een ongelijk verdrag op te leggen. In 1890 werd de Deutsch-Asiatische Bank opgericht, en onderzocht een groep Duitse magnaten de investeringsmogelijkheden in China. China hoopte zich van zijn kant met Duitse hulp te kunnen moderniseren. Krupp bouwde in opdracht van de Chinese overheden versterkingen bij Port Arthur en de scheepswerf AG Vulcan Stettin twee slagschepen, de Dingyuan en de Zhenyuan. Toen China de Eerste Chinees-Japanse Oorlog toch verloor, benaderde Yuan Shikai de Duitsers voor de modernisering van het Chinese leger.
Ook op het gebied van wetgeving beïnvloedde Duitsland China. In 1885 werd een burgerlijk wetboek ingevoerd in China, dat gebaseerd was op het Duitse burgerlijk wetboek. Dit wetboek beïnvloedde op zijn beurt weer de wetstelsels van zowel de Volksrepubliek China als de Republiek China en later Taiwan. Hierdoor zijn zowel de Volksrepubliek China als Taiwan 'continentaal recht' jurisdicties.

## Duits imperialisme
Met de komst van Wilhelm II veranderde dit Duitse beleid. Wilhelm wilde meer zijn dan een beschermheer van China; hij wilde een deel van de koloniale koek. Zodoende eiste hij na de Drielandeninterventie aan het eind van de Eerste Chinees-Japanse Oorlog concessies in Hankow en Tianjin. Na aanvallen op Duitse missionarissen eiste en verkreeg Duitsland in 1897 Kiaochow (Jiaozhou) in Shandong. De Sino-Duitse relaties bereikten een dieptepunt na de Bokseropstand. De Boksers hadden namelijk de Duitse ambassadeurs gedood, waarop Wilhelm II zijn 'Hunnenrede' hield waarin hij zijn soldaten zou hebben opgeroepen te vechten als Hunnen. Deze toespraak zou de Duitsers in de Eerste en Tweede Wereldoorlog de bijnaam 'Hunnen' hebben gegeven, en deed dus het imago van Duitsland weinig goed.
Hierdoor stond de samenwerking tot de Eerste Wereldoorlog op een laag pitje. Duitsland was internationaal geïsoleerd en had bovendien veel Chinese goodwill verspild. Er bestonden plannen voor een alliantie tussen Duitsland, China en de Verenigde Staten, maar het Duitse voorstel werd nooit beantwoord. Ook bood Duitsland een lening aan de nieuwe Chinese republikeinse regering in 1912 en deed vrijwillig afstand van haar spoorwegrechten in Shandong. Er waren zelfs plannen om Jiaozhou aan China terug te geven om zo te voorkomen dat het gebied in Japanse handen viel, maar het mocht niet baten. In 1914 brak de Eerste Wereldoorlog uit en werden Jiaozhou en Qingdao door een Japanse overmacht veroverd. Op 14 augustus 1917 verklaarde China de oorlog aan Duitsland en bezette de Duitse concessies in Tianjin en Hankou. Na de oorlog werden alle gebieden in de Vrede van Versailles echter aan Japan toegewezen, wat een storm van protest in China veroorzaakte en leidde tot het ontstaan van de 4 Mei-beweging. Behalve militair was Duitsland ook commercieel uit China weggevaagd: slechts drie van de meer dan 300 Duitse ondernemingen waren in 1919 in China over.

## De jaren twintig
Ondanks de Duitse nederlaag bleef Duitsland een leidende rol spelen op het gebied van militaire innovatie. Generaal Hans von Seeckt bleek zeer effectief in het omzeilen van de bepalingen van Versailles. Onderdeel van zijn strategie was Duitse ondernemingen partnerschappen te laten aangaan met buitenlandse machten zoals de Sovjet-Unie en Argentinië, om zo toch wapens te kunnen produceren en verkopen. Een belangrijke afzetmarkt voor Duitse wapenfabrikanten was China, dat wegzonk in een burgeroorlogen tussen de centrale regering en verschillende krijgsheren. 
De Kwomintang zocht hierop via Zhū Jiāhuá toenadering tot Duitsland om zowel het leger als de industrie van China te moderniseren. Duitsland was een interessante partner omdat het geen imperiale ambities meer had in China, geen Chinees gebied bezet hield en geen politieke dubbele agenda had (zoals bijvoorbeeld de Sovjet-Unie). Chiang Kai-shek zag bovendien de Duitse geschiedenis als voorbeeld voor China: de Kwomintang moest het 'Pruisen' van China worden en China herenigen zoals Bismarck met Duitsland had gedaan. Vanaf 1926 speelde Max Bauer een belangrijke rol in de contacten tussen Duitse industriëlen en de Kwomintang, maar dit werd beperkt omdat hij in Duitsland persona non grata was wegens betrokkenheid bij de Kapp-putsch. Hoewel Bauer in 1929 aan pokken overleed, legden zijn inspanningen de basis voor de samenwerking in de jaren dertig. Hij bepleitte onder andere het inkrimpen van het Chinese leger tot een goed bewapende elitestrijdmacht, en probeerde de Chinese markt verder te openen voor het Duitse bedrijfsleven. 

## De jaren dertig

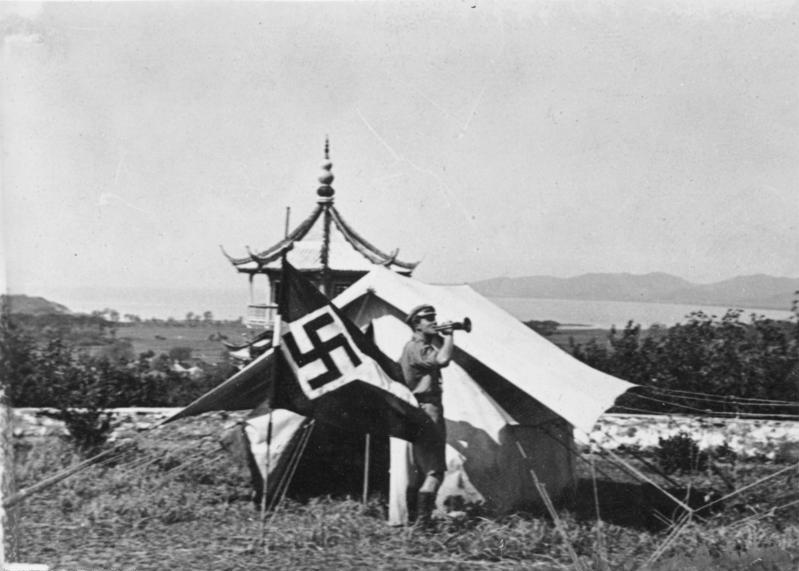
De Hitlerjugend in China, op uitnodiging van de Kwomintang-regering

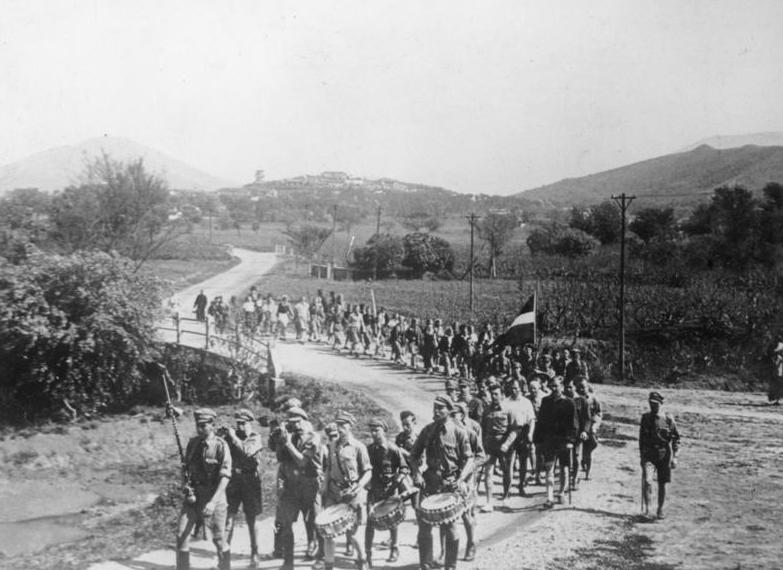
De Hitlerjugend en de Sturmabteilung in China

De Grote Depressie bracht tijdelijke stagnering in de wederzijdse contacten. Bovendien zaten verschillende Chinese en Duitse partijen elkaar regelmatig in het vaarwater en belemmerden elkaars activiteiten. Zo werkte de Duitse regering particuliere initiatieven tegen omdat men bang was dat dit tot geallieerde represailles zou leiden wegens schending van het verdrag van Versailles. Het Mantsjoerije-incident in 1931 leidde echter tot een hernieuwde intensieve samenwerking, doordat de Chinezen door deze pijnlijke gebeurtenis eraan werden herinnerd dat de modernisering van hun leger absoluut noodzakelijk was om Japan te kunnen weerstaan. Van Duitse zijde leidde de machtsovername door de nazi's ertoe dat prioriteit werd gegeven aan de toegang tot grondstoffenmarkten. China bezat met name veel antimoon en wolfraam, zodat de nazi's de halfslachtige houding van hun voorgangers overboord zetten en zich intensief op China richtten.
In mei 1933 arriveerde Von Seeckt zelf in China als adviseur. Hij bepleitte eveneens de inkrimping van het Chinese leger. Een klein maar goed bewapend leger zou meer kunnen bereiken dan een groot slecht bewapend leger ('kanonnenvoer'). Superioriteit lag volgens Von Seeckt in kwaliteit, niet in kwantiteit. Bovendien was het leger volgens hem de ruggengraat van de macht van de regering, mits geleid door goede en trouwe officieren.
Allereerst zorgde Von Seeckt voor een uniforme training van alle soldaten. Bovendien hervormde hij de commandostructuur tot een strikte piramidale bevelsstructuur. Ook werd een eigen Chinese wapenindustrie opgezet met Duitse hulp. De Chinese tegenprestatie was de uitvoer van grondstoffen naar Duitsland. De volgende stap was het centraliseren van alle Chinese en met name Duitse bedrijven, handelsagenten en tussenpersonen, zodat zij elkaar niet meer trachtten te beconcurreren. Hiertoe werd in januari 1934 de Handelsgesellschaft für industrielle Produkte (Hapro) opgezet. Hapro was een particuliere onderneming, ter voorkoming van protesten van de geallieerden. De samenwerking werd in augustus 1934 geformaliseerd in een verdrag. Belangrijk was dat dit verdrag nadrukkelijk bepaalde dat China en Duitsland gelijke partners waren, in tegenstelling tot de talloze 'ongelijke verdragen' waar China in het verleden toe gedwongen was. Von Seeckt keerde in 1935 terug naar Duitsland waar hij in 1936 overleed. Alexander von Falkenhausen volgde hem op. 
Tussen 1934 en 1936 werden tevens een aantal overeenkomsten getekend ter bevordering van de aanleg van spoorwegen. Duitsland had hier belang bij in het kader van de afvoer van grondstoffen, en China wilde de uitgestrekte binnenlanden ontsluiten en had tevens militair belang bij spoorwegen. 
In 1936 kondigden de Chinese regering en Hapro een driejarenplan aan, waarin de industriële samenwerking werd uitgebreid. Doel was een China te creëren dat op korte termijn Japan kon verslaan, en op langere termijn zich kon ontwikkelen tot een moderne industriële natie. De kosten werden deels gedekt door de Chinese exporten (de prijzen van wolfraam en antimoon zaten in de lift), deels door een lening van 100 miljoen Reichsmark van Duitsland aan China. 17% van de Chinese buitenlandse handel was nu met Duitsland, en China was Duitslands derde handelspartner. De Tweede Chinees-Japanse Oorlog gooide echter roet in het eten. 

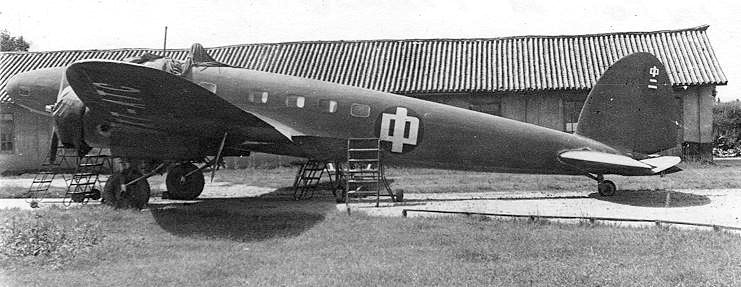
Een door China gekochte Heinkel He 111

Inmiddels had Alexander von Falkenhausen het stokje overgenomen van Von Seeckt betreffende de militaire samenwerking. Een goed bewapend en getraind modern elitekorps was ontstaan, acht divisies van elk 10.000 man sterk. Het plan was dit nieuwe leger uit te breiden tot 60 divisies (600.000 man), en de rest van het leger af te danken of in ieder geval niet meer voor gevechtshandelingen in te zetten. Verder raadde hij China aan een uitputtingsoorlog te voeren. De Chinezen zouden zich moeten terugtrekken uit delen van Noord-China om de Japanners dieper het binnenland in te lokken, maar wel vechtend, zodat de Japanners steeds zwaardere verliezen zouden leiden. Ook zouden guerrilla's moeten opereren achter de Japanse linies. Ook raadde hij aan gebruik te maken van relatief kleine lichtbewapende troepen die gebruik konden maken van het terrein, aangezien China nog niet in staat was een moderne oorlog te ondersteunen.
Duitse adviseurs ontwierpen tevens nieuwe wapens en uitrusting voor de Chinezen, daar het meeste materiaal kwalitatief slecht was. De meest in het oog springende wijziging was de invoering van de Duitse Stahlhelm in het Chinese leger. Maar ook karabijnen, pantserwagens, antitankwapens en andere zaken werden ingevoerd of door China geproduceerd met Duitse hulp en/of gebaseerd op Duitse ontwerpen. Ook voerde China een aantal Henschel, Junkers, Heinkel en Messerschmitt vliegtuigen in. Er waren plannen voor een productiefaciliteit voor mosterdgas, maar deze zijn geschrapt.
Chiang Kai-shek raakte door deze moderniseringen overmoedig, wat volgens sommige historici hem ertoe bracht het conflict met Japan te doen escaleren. Chiang zette de acht nieuwe divisies tegen het advies van Von Falkenhausen direct in tegen Japan, in de slag om Shanghai. Von Falkenhausen had bepleit dat de acht divisies nog veel te weinig waren, en kreeg gelijk. Vier divisies gingen verloren. Ondanks deze vergissing bewezen de Duitse vernieuwingen en spoorwegen hun nut, en liep de Japanse opmars na verloop van tijd in de binnenlanden vast. De Chinezen, vechtend met hun nieuwe uitrusting en wapens, zagen dat Japan wel degelijk verslagen kon worden, en vatten hierdoor moed.

## Einde van de samenwerking
Rond 1937 begon Adolf Hitler zich tevens te bemoeien met het buitenlands beleid. Hij dwong het ministerie van Buitenlandse Zaken zich te concentreren op Japan, omdat dit beter in staat zou zijn het communisme te weerstaan. Een non-agressiepact tussen China en de Sovjet-Unie was de druppel voor Hitler, en hij gaf Hapro opdracht de samenwerking af te bouwen. Bestaande orders zouden worden uitgevoerd, maar nieuwe orders werden geweigerd. Het ministerie van Buitenlandse Zaken, Hapro en diverse Chinese en Duitse industriële kopstukken protesteerden hier tevergeefs tegen.
Aanvankelijk werd Duitsland genoemd om eventueel tussen China en Japan te bemiddelen, maar de val van Nanjing en de Duitse erkenning van Mantsjoerije begin 1938 maakte hier een eind aan. In april 1938 werd alle handel in oorlogsmaterialen met China stopgezet en werden alle Duitse adviseurs teruggeroepen. In 1936 sloot Duitsland met Japan het Anti-Kominternpact.

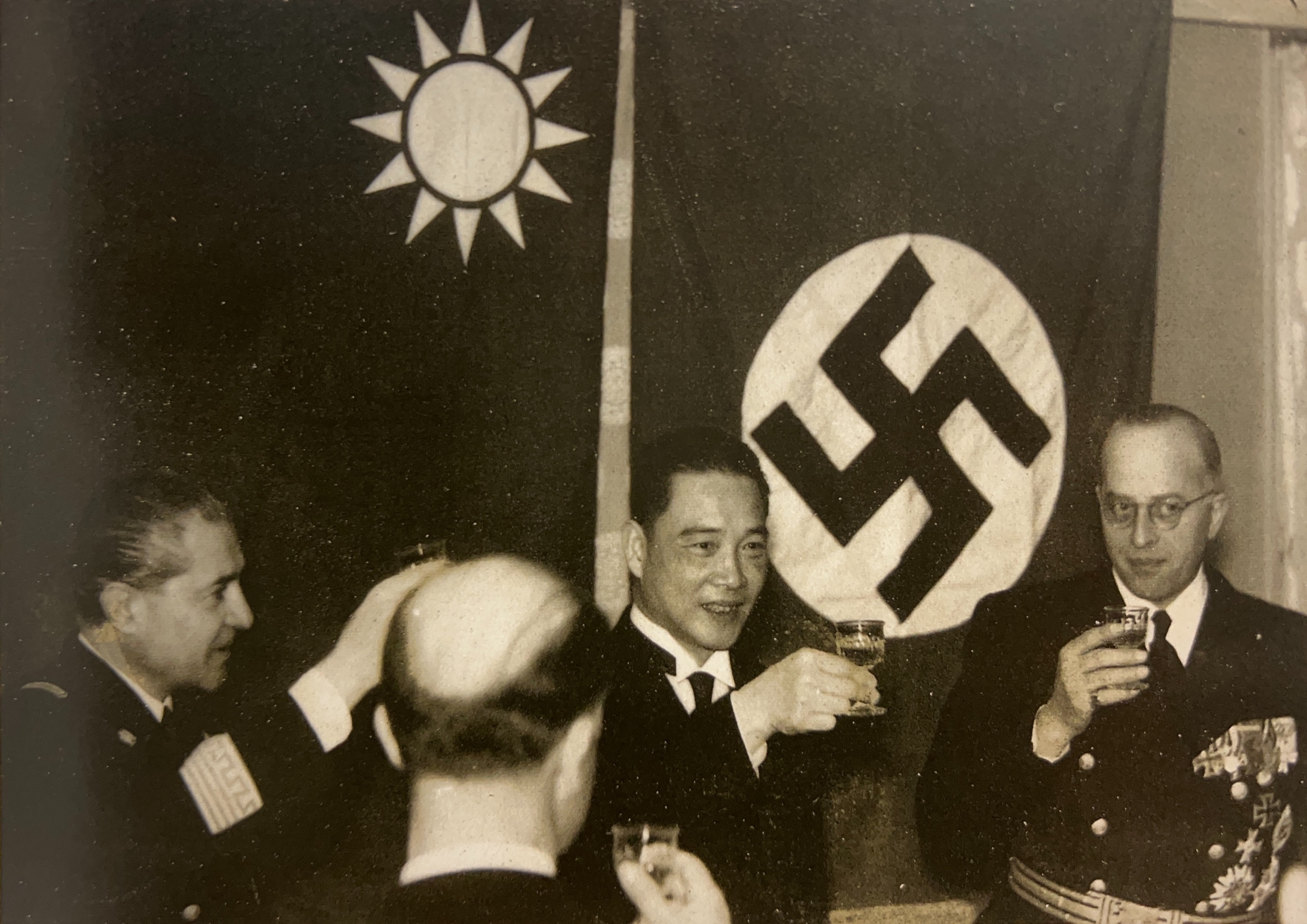
Wang Jingwei (midden) tijdens een ontmoeting met Duitse diplomaten

Deze beleidswijziging schaadde in de eerste plaats de Duitse zakelijke belangen. Duitsland had geen netwerk in Japan en Mantsjoerije opgebouwd zoals in China. Bovendien waren de meeste Duitsers die zich om zakelijke reden in China bevonden pro-Chinees. Falkenhausen zelf beloofde Chiang geen geheimen aan Japan te onthullen, ook al werd hij door zijn eigen regering teruggeroepen. Daarbij werd Duitsland door Japan niet anders of beter behandeld dan andere landen inzake toewijzingen van economische concessies in Mantsjoerije. Ook het Molotov-Ribbentroppact werd de Duitsers door Japan niet in dank afgenomen, hoewel de Sovjet-Unie wel handel via de Trans-Siberische spoorlijn toestond. Deze handel verliep echter erg stroef en woog niet op tegen het verlies van de betrekkingen met China. Operatie Barbarossa bracht alle Duitse economische activiteit in Oost-Azië tot een abrupt eind.
Op onofficieel niveau bleven contacten tussen Duitsland en China bestaan, aangezien aan beide kanten bepaalde elementen samenwerking wensten. Duitsland erkende echter in 1941 Wang Jingwei's marionettenregering van Japans-China, waarmee de relatie met China onherstelbaar beschadigd was. Na de Japanse aanval op Pearl Harbor verklaarde China de oorlog aan Duitsland.

## Effecten
De Sino-Duitse samenwerking was het eerste internationale contact sinds de Opiumoorlogen, waarbij China als een gelijkwaardige partner werd gezien. Tevens droeg de samenwerking bij aan de militaire nederlaag van Japan in China, door de bijdrage aan de wapenindustrie, spoorwegennet en militaire organisatie. Een aantal Chinezen zag bovendien fascisme als een manier om China's problemen op te lossen. Hoewel de Tweede Chinees-Japanse Oorlog, de Chinese Burgeroorlog en de Tweede Wereldoorlog veel tenietdeden, heeft het driejarenplan van 1936 wel invloed gehad. In Duitsland getraind hooggeschoold personeel week met de nationalistische regering uit naar Taiwan en droeg bij tot de snelle groei en modernisering van Taiwan. Daarbij heeft zowel de Volksrepubliek als Taiwan het burgerlijk recht gebaseerd op het Duitse civiele wetboek, waardoor zowel de Volksrepubliek China als Taiwan continentaal recht landen zijn.